# 暁色の潜伏魔女
『暁色の潜伏魔女』（あかつきいろのせんぷくまじょ）は、袴田めらによる日本の漫画作品。双葉社の月刊漫画雑誌『コミックハイ!』にて連載されていたストーリー形式のファンタジー漫画である。

## 概要・特徴
双葉社月刊『コミックハイ!』にて、2006年8月22日発売の第17号（同9月号）より連載開始、2008年4月22日発売の第37号（同5月号）をもって完結した。全21話、全3巻。
魔法使い専門の全寮制学園に転校して来た16歳の少女・暁と、彼女を取り巻く魔法使いたちの姿を描くストーリー漫画。基本的に学園及び寮における出来事を中心に描く学園漫画であり、また魔法少女漫画でもある。登場人物にはそれぞれ好意を持つ相手が居るが恋愛感情における両想いの関係がいずれも成立しておらず、中には女生徒に好意を向けている女生徒も居て、登場人物間に幾重にも存在する奇妙な三角関係を描くラブコメディ作品でもある。なお、こうした傾向の漫画にありがちな能力バトル漫画としての側面は無く、また帯書きなどに「百合」との表記が見られるが先述の様に「同性に好意を示す」程度のもので性描写などは無い。サブタイトル表記は、毎回「 - （する）魔女」。この魔女とは主人公の暁を指す場合が多く、概ねその回の彼女の特徴的な行動を表現した言葉になっている。後述の様に舞台となる学園や、登場人物たちが行使する魔法について、やや変わった設定が用いられている。

## あらすじ
魔法使いばかりが通う天星学園に、極めて異例の転校生が来た。名前は桜田暁、最初は魔法力を制限される「拘束具」と呼ばれる異様な鎧を纏っていたが、それを纏ってさえ強力な電撃を操る転校生は、鎧を外されると意外にも小柄な少女だった。明るく食いしん坊な暁は、世話好きな委員長・時子や彼女らを取り巻く智、夜、秋也、ロベルトといった先輩たちと共に、今日も恋に勉強に勤しんでいる。

### 舞台背景
この漫画の舞台となる天星学園（てんせいがくえん）は、日本国に属する孤島に建つ全寮制の学園である。この世界の日本では古来より「魔法使い」が日常的に潜在しており、社会のいたるところで陰ながら人々を助け生活を営んでいる。一方で彼らはその能力を悪用される恐れもあるため、未成年者は政府により天星学園への入学を義務付けられている。これは表向き「保護」という名目だが、原則的に外部との通交が許されず、それを破ると地下独房に入れられるなど自由を大きく制限された環境にあるため、生徒らには彼らを隔離し集中管理する施設であると認識されており、「監獄」などと呼ばれている。
この漫画における魔法使いは、あらゆる超常現象を自在に引き起こす類のものではなく、1人につき原則1つの不可思議な超能力を持つ存在として描かれている。また彼らが行使する「魔法」の大きさも天変地異を招くといった大規模なものではなく、自分自身や特定の相手にのみ効果があるといった小規模なものである。

## 登場人物
桜田暁（さくらだ あきら）
天星学園に転校してきた1年生。16歳。小柄な少女で、長い髪の一部を両側頭部で結った髪型が特徴。幼い頃に施設に預けられ、養母となった「ばあちゃん」に引き取られ、育てられた。長らく田舎で自らが魔法使いであるとは知らずに暮らしており、当然その義務である天星学園への入学もしていなかったため、学園からの迎えにより連行され学園初の「転校生」として入学させられた。その際、抵抗して初めて発動させた魔法により職員を負傷させ、罰則として西洋甲冑に似た巨大な頭部を持つ「拘束具」を着せられた姿で登場した。彼女の魔法能力は「体内から自在に雷や電撃、稲妻を発する」というもので、その力は先の「拘束具」を纏ってさえ実験室のカギをドアノブごと焼き切るほど強力。しかし、彼女自身は攻撃や破壊にしか使えないその能力を、他の魔法使いたちの能力と比較して、多少コンプレックスに感じている節がある。また、非常に大食いでもあり、食事のたびに周囲が驚くほど大量の料理を平らげ、さらに幸せの基準が食事にあるかのような一面もある。第2話で呪いの部屋から助け出してくれた秋也を名前も知らないまま仄かに意識していたが、後に彼が時子の想い人であり、また彼が夜に好意を寄せていることを知り愕然とする。当初は「ばあちゃん」に教えられた生き別れの姉探しが目的だったが、現在は時子や先輩たちと共に通常の学園生活を送っている。なお、喜んだりした際に動物の耳や尻尾の様なものが出現する。
水野時子（みずの ときこ）
天星学園の1年生で、暁のクラスメートにして寮でのルームメイトでもある少女。ウェーブのかかった長い金髪が特徴。世話好きなクラス委員長で、異様な姿で転校してきた暁に対しても親身に接し、現在ではすっかり親友の間柄となっている。その人柄ゆえか、智をはじめ多くの生徒たちから慕われているアイドル的な存在。彼女の魔法能力は「大怪我を除く負傷を瞬時に治癒させる」というもので、暁らを幾度となく治療している。いつも笑顔を絶やさず、性格はすこぶる良いものの、料理の技術や味覚は相当に怪しいものがある。入学間もなく保健室で知り合った秋也に好意を持ち、彼が夜に好意を持つことを承知の上で告白して一度は断られたものの、現在も健気に想い続けている。
杉崎秋也（すぎざき しゅうや）
天星学園2年生で、暁と時子の憧れの先輩。また、ロベルトのルームメイトでもある。常に感情をあまり表に出さないクールな青年で、いつも双眼鏡を持って校舎の窓から夜らの行動を見つめている。夜に好意を持ち、彼女から頼りにされたいと思っているものの、彼女からは特に当てにされないことをしばしば嘆いている。クールな表情とは裏腹に夜に対する執心は並々ならぬものがあるようで、寮の寝室周辺は隠し撮りされたと思われる彼女の写真でいっぱいだった。彼が持つ魔法能力は「魔法が効かない魔法」すなわち自分にかけられた魔法を無効化する能力で、時子の治癒魔法や（ミモザの僕「オメガ」に操られた）暁の電撃すら受け付けない。彼自身がこれを知ったのは第14話のことで、それまでは中学時代の検定で魔法の素養が見つかったために天星学園に入学しただけで、自分の能力について知らなかった。
川嶋夜（かわしま よる）
天星学園2年生で、短い黒髪と眼鏡が特徴。痩せていて常に顔色が悪く、ほとんど無表情で無口な少女で、第1話にて実験室で誤って火災を起こし気絶していたところを暁に救われた。彼女の魔法能力は「調合」、すなわち調剤によって不思議な効能を持つ薬剤を生み出す錬金術の様な能力で、昏睡状態にあった父親を救うべく重ねていた実験の失敗によって起きた事故が第1話の火災であった。彼女が持っていた家族の写真の中で母親のしていた指輪が暁のペンダントと同じであったことや、夜と暁、さらに母親・朝子（旧姓は沢木＝さわき あさこ）とも一致する“産まれた時間帯を示す名”という共通点、加えて喜怒哀楽によってくるくると変化する暁の表情が父親譲りだと気づいたことから、自分が暁の実姉であると自覚した。以来、暁を深く愛しているものの、生まれつき感情表現や愛情表現のやり方が解からず戸惑っている。暁の姉であることが判明して以降は、常に懐に吹き矢や怪しげな薬瓶を忍ばせ、「ほれ薬」など奇妙な薬品や暁さえ卒倒させる壮絶な料理を作るマッドサイエンティスト的な行動も見られる。
望月智（もちづき とも）
天星学園2年生で、長身の女子生徒。深緑色のショートヘアと吊り目、さらに左眼の下に2つ並んだホクロが特徴。資産家の令嬢らしく、また同性にも拘らず時子を「とっきー」と呼び執心し、追い掛け回している。父親は女性遍歴の異常に多い人物で100名以上の兄弟姉妹が居り、中でも魔法使いは自分だけだと思っていたが、最近になって魔法使いの愛人の子が学園に在学している可能性が出てきた。望月家では代々魔法使いが家を相続する家訓があるため、父の依頼もあってその兄弟姉妹を捜している。折りしも姉探しをしていた暁を妹だと疑い、また時子のルームメイトとしての座を争って彼女に決闘を申し込む。結局、それについてはうやむやになってしまったものの、その後も時子を追い回しつつ、時には暁らにも協力する。彼女の魔法能力は「抱きついた相手に自分の抱く妄想を見せる」というもので、就寝中の時子のベッドに潜り込んでは彼女に怪しげな妄想を見せたり、自分に反抗する人物に恐ろしい幻覚を見せて行動不能に陥らせたりといった使い方をする。また、この能力を応用して、他人の夢に直接入り込むといったこともできる。会話は概ね男言葉を使い、語尾に「のだ」が口癖。
山田ロベルト（やまだ ロベルト）
天星学園2年生で、秋也のルームメイト。第1話で火災の起きた実験室のドアを開けようとしていた生徒の1人で、それが解決した直後、拘束具から現れた暁に一目惚れした。以来、彼女にしばしば差し入れと称して食べ物を持参しているらしく、彼女からは「いつも食べ物をくれる人」として認識されているが、しばらく名前もろくに覚えられていなかった。暁に逢いに行ってはしばしば彼女が他の女子生徒と絡む姿を目撃、勝手にあらぬ誤解をしては「暁ちゃんはノーマルではなかったんだ!」「俺にはロックとダンドムしか無い!」と嘆いている。彼の魔法能力は「手を触れずに物を動かす」というものだったが、第10話にて「対象の周囲の時間を若干巻き戻す」というものに変化している。同人誌即売会に行ったりインターネットがしたいと思いつつも学園の規則により実現出来ないことを残念がっている。
苺谷ミモザ（いちごたに ミモザ）
第13話で初登場した転校生で、暁と時子のクラスメート。暁同様に「拘束具」を装着した姿で天星学園に連れてこられた。長い黒髪と釣り眼が特徴。彼女の魔法能力は「蛇で他人を操る術」、すなわち連れている使い魔の様な蛇を相手の身体に潜り込ませ、その意識を乗っ取らせるというもので、これにより「オメガ」に暁の身体を使って学園内で暴れさせ、その隙に学園からの脱走を図ったが失敗、暁らの説得を受け反発しながらも学園に留まっている。母親をとても慕っており、件の騒動も母親の許へ帰りたい一心によるものだった。彼女の母親は娘がその魔法の象徴たる蛇と戯れる姿を見て（恐らく心労により）倒れており、加えて親元から引き離された理由も自らが魔法を持つが故であったことから彼女自身は自分の魔法を嫌っていたが、幼い頃から共に過ごしてきた蛇たちには親しみを持っている。彼女が連れている蛇は作品中に名前の分かるもので「オメガ」「シータ」「シグマ」の少なくとも3匹が居る。
ホイ先生
暁や時子のクラスの担任教諭。眼鏡をかけたヒゲの老人で、禿げ上がった頭に帽子を載せている。穏やかな先生で、第5話にて自らの責任として暁を夜と共に彼女の父親の許へと急行させた。彼の魔法能力は「瞬間移動」で、あらゆる場所へ神出鬼没に現れる。

## 単行本
双葉社「アクションコミックス コミックハイ!ブランド」より刊行されている。
1. 第1巻（2007年4月12日発売、2007年5月12日第1刷発行）ISBN 978-4-575-83351-5
2. 第2巻（2008年1月12日発売、2008年2月12日第1刷発行）ISBN 978-4-575-83445-1
3. 第3巻（2008年5月12日発売、2008年6月12日第1刷発行）ISBN 978-4-575-83484-0